# Ганнібал (Міссурі)
Ганнібал (англ. Hannibal) — місто (англ. city) в США, в округах Меріон і Роллс штату Міссурі. Населення — 17 108 осіб (2020).
Ганнібал розташовано на перетині ряду найважливіших автомобільних та залізничних шляхів, приблизно за 160 кілометрів на північний захід від міста Сент-Луїса.
Ганнібал — «мала батьківщина» Марка Твена.

## Географія

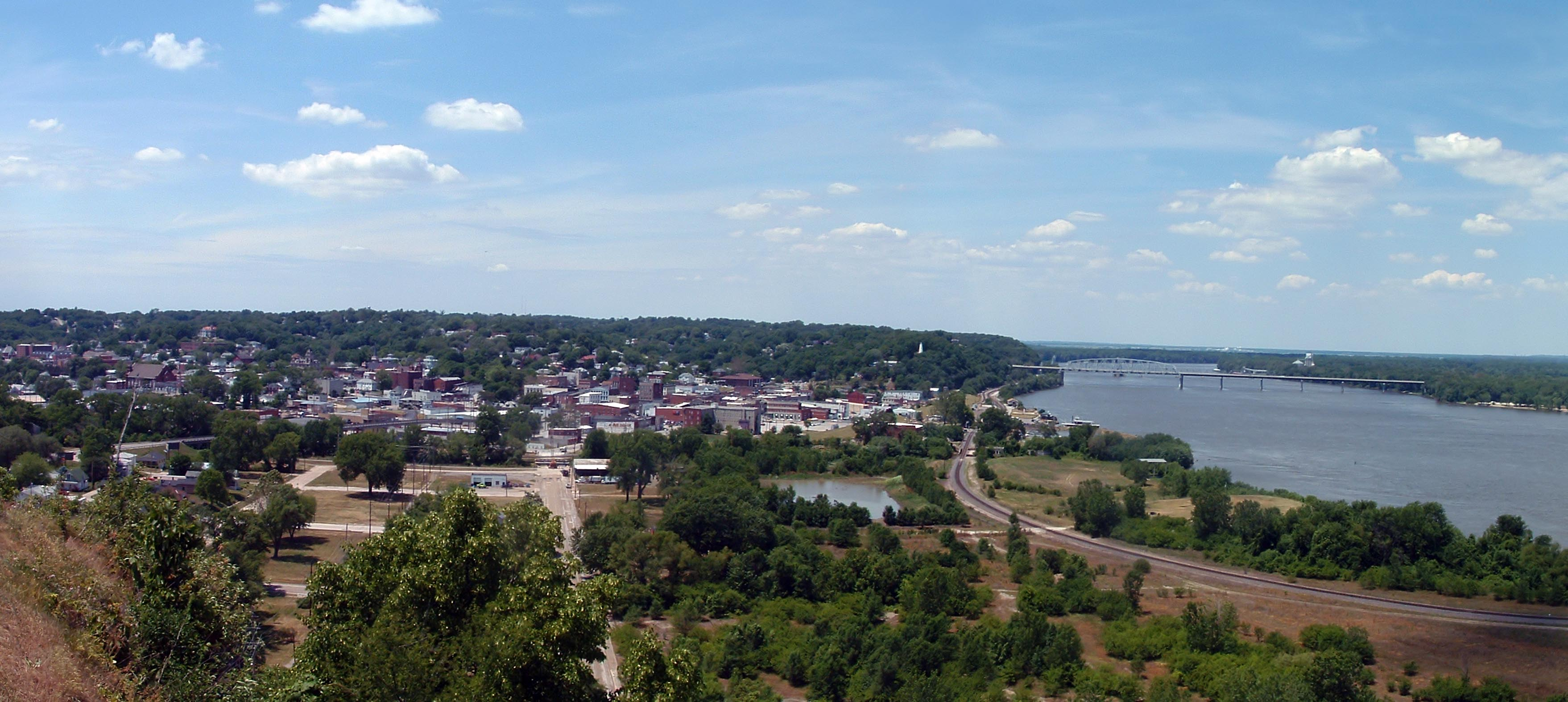
Аерофотозйомка

Ганнібал розташований за координатами 39°42′36″ пн. ш. 91°23′37″ зх. д. / 39.71000° пн. ш. 91.39361° зх. д. (39.710123, -91.393504).  За даними Бюро перепису населення США в 2010 році місто мало площу 41,96 км², з яких 40,75 км² — суходіл та 1,21 км² — водойми.

### Клімат
Місто знаходиться у зоні, котра характеризується вологим континентальним кліматом зі спекотним літом. Найтепліший місяць — липень із середньою температурою 24.9 °C (76.8 °F). Найхолодніший місяць — січень, із середньою температурою -3.3 °С (26 °F).
| Клімат Ганнібала        | Клімат Ганнібала | Клімат Ганнібала | Клімат Ганнібала | Клімат Ганнібала | Клімат Ганнібала | Клімат Ганнібала | Клімат Ганнібала | Клімат Ганнібала | Клімат Ганнібала | Клімат Ганнібала | Клімат Ганнібала | Клімат Ганнібала | Клімат Ганнібала |
| Показник                | Січ.             | Лют.             | Бер.             | Квіт.            | Трав.            | Черв.            | Лип.             | Серп.            | Вер.             | Жовт.            | Лист.            | Груд.            | Рік              |
| Абсолютний максимум, °C | 25               | 27               | 32               | 33               | 40               | 40               | 45               | 43               | 38               | 35               | 28               | 23               | 45               |
| Середній максимум, °C   | 1,5              | 4,2              | 10,6             | 17,8             | 23,2             | 28,1             | 30,6             | 29,7             | 25,7             | 19,6             | 11               | 3,7              | 17,1             |
| Середня температура, °C | −3,3             | −0,8             | 5,1              | 12               | 17,5             | 22,6             | 24,9             | 23,9             | 19,6             | 13,4             | 5,9              | −0,9             | 11,7             |
| Середній мінімум, °C    | −8,2             | −5,9             | −0,4             | 6,2              | 11,8             | 16,9             | 19,3             | 18,2             | 13,6             | 7,4              | 0,7              | −5,4             | 6,2              |
| Абсолютний мінімум, °C  | −29              | −31              | −22              | −11              | −1               | 6                | 8                | 5                | −1               | −10              | −21              | −29              | −31              |
| Норма опадів, мм        | 47               | 48               | 73               | 98               | 112              | 103              | 108              | 96               | 91               | 79               | 67               | 55               | 977              |
| Днів з опадами          | 8                | 7                | 10               | 11               | 11               | 10               | 8                | 8                | 8                | 8                | 8                | 8                | 105              |
| Днів з дощем            | 8,1              | 7,4              | 10,1             | 11               | 11,3             | 10               | 8,3              | 8,6              | 8,8              | 8,1              | 7,7              | 8                | 107,2            |
| ----------------------- | ---------------- | ---------------- | ---------------- | ---------------- | ---------------- | ---------------- | ---------------- | ---------------- | ---------------- | ---------------- | ---------------- | ---------------- | ---------------- |
| Джерело: Weatherbase    |                  |                  |                  |                  |                  |                  |                  |                  |                  |                  |                  |                  |                  |

## Демографія
Згідно з переписом 2010 року, у місті мешкало 17 916 осіб у 7117 домогосподарствах у складі 4400 родин. Густота населення становила 427 осіб/км².  Було 8021 помешкання (191/км²).
Расовий склад населення:
| - 88,8 % — білих - 7,1 % — чорних або афроамериканців - 0,6 % — азіатів - 0,2 % — корінних американців - 0,1 % — вихідців з тихоокеанських островів |

До двох чи більше рас належало 2,7 %. Частка іспаномовних становила 1,8 % від усіх жителів.
За віковим діапазоном населення розподілялося таким чином: 23,5 % — особи молодші 18 років, 61,6 % — особи у віці 18—64 років, 14,9 % — особи у віці 65 років та старші. Медіана віку мешканця становила 37,3 року. На 100 осіб жіночої статі у місті припадало 90,4 чоловіків;  на 100 жінок у віці від 18 років та старших — 87,1 чоловіків також старших 18 років.
Середній дохід на одне домашнє господарство  становив 47 972 долари США (медіана — 36 308), а середній дохід на одну сім'ю — 56 987 доларів (медіана — 44 383). Медіана доходів становила 34 353 долари для чоловіків та 27 345 доларів для жінок. За межею бідності перебувало 22,3 % осіб, у тому числі 34,4 % дітей у віці до 18 років та 13,5 % осіб у віці 65 років та старших.
Цивільне працевлаштоване населення становило 7629 осіб. Основні галузі зайнятості: освіта, охорона здоров'я та соціальна допомога — 28,7 %, виробництво — 15,7 %, мистецтво, розваги та відпочинок — 11,5 %, роздрібна торгівля — 11,4 %.

## Персоналії
- Марґарет Браун (1867—1932) — американська світська левиця, філантроп і активістка
- Кліфф Едвардс (1895—1971) — американський співак, актор і музикант.